# Северноамерикански какомицли
Северноамериканският какомицли (Bassariscus astutus) е вид бозайник от семейство Енотови (Procyonidae).

## Разпространение и местообитание
Разпространен е в Мексико и САЩ.